# Sahti

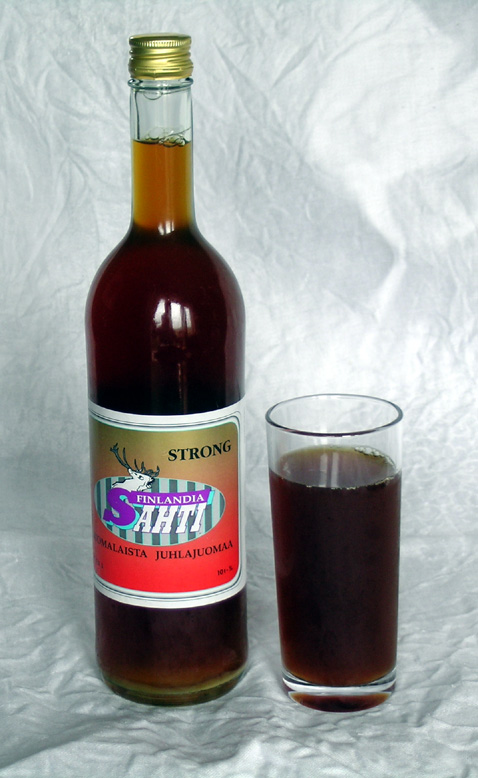
Finlandia Sahti Strong

Sahti is een traditioneel bier uit Finland. Dit bier werd waarschijnlijk al op de boerderijen gebrouwen sinds de 14de eeuw maar het eerste uitgebreide geschrift over het brouwen van sahti dateert uit 1780 en werd geschreven door Carl Hellenius  van de Koninklijke Academie van Åbo. Rond 1850 waren er circa 12 professionele Sahtibrouwerijen in Finland die alle verdwenen zijn. Daarnaast werd het veel op boerderijen gebrouwen. Tegenwoordig zijn er weer een kleine tiental actieve Sahtibrouwerijen in Finland.

## Brouwproces
Sahti wordt gebrouwen met gerstemout, roggemout en tarwe, soms met toevoeging van haver. Traditioneel wordt het bier op smaak gebracht met jeneverbessen in aanvulling op of in de plaats van hop. Vroeger werd een lang maischschema gevolgd. Het wort werd niet gekookt maar door een kuurna (een soort langgerekte trog) gefilterd door een filterbed van stenen met daarop stro en jeneverbestakken met blad. Daarna werd bakkersgist toegevoegd. Doordat het wort niet gekookt werd was het bier niet lang houdbaar en verkreeg het ook een zure toets.

De hedendaagse commerciële Sahti wordt wel gekookt en gekoeld alvorens in de gistings- en lagertanks te gaan. Er worden ook nog andere ale-gisten gebruikt. Het eindproduct is een troebel bier met een volle body en een typische bananengeur en -aroma van het gist.

## Etymologie
De etymologische oorsprong van het bier is niet zeker maar komt waarschijnlijk van het Germaanse woord saf dat in de Scandinavische taal veranderde in saft.

## Beschermd statuut
Sahti is sinds 2002 in Europa geregistreerd als gegarandeerde traditionele specialiteit (GTS).

## Sahti buiten Finland
Buiten Finland wordt het bier ook gebrouwen op het Zweedse eiland Gotland waar het bier Gotlandsdricke, Gotlandsdricku of Dricku wordt genoemd en op het Estlandse eiland Saaremaa waar het de naam "Koduõlu" of "Taluõlu" kreeg.